# دگرگونی جنگل

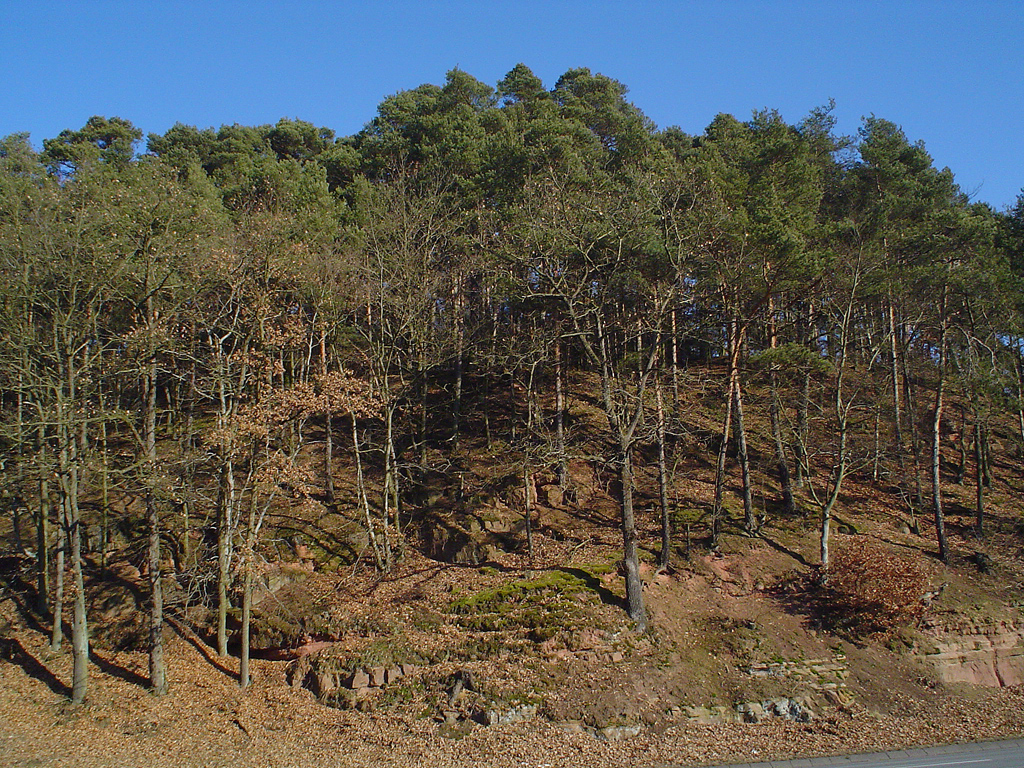
جنگل دگرگون‌شده در لاهنبرگ (Lahnberge)، آلمان: خاک به دلیل کمبود پوشش گیاهی در حال شسته شدن است، برخی از درختان زمین خود را از دست می‌دهند و به نظر می‌رسد بیمار هستند (عکس از آندریاس ترپته)

دگرگونی جنگل (به انگلیسی: Forest degradation) فرآیندی است که در آن ثروت زیست‌شناختی یک منطقه جنگلی به‌طور دائمی توسط عواملی یا ترکیبی از عوامل کاهش می‌یابد. «این شامل کاهش مساحت جنگل نیست، بلکه کاهش کیفیت در وضعیت آن است.» وضعیتی که جنگل هنوز وجود دارد، اما با درختان کمتر، یا گونه‌های کمتری از درختان، گیاهان یا جانوران، یا برخی از آنها تحت تأثیر شیوع بیماری قرار گرفته‌اند. این دگرگونی سبب می‌شود که جنگل ارزش کمتری داشته باشد و ممکن است سبب جنگل‌زدای شود. دگرگونی جنگل یکی از مسائل کلی‌تر از دگرگونی زمین است. جنگل‌زدایی و دگرگونی جنگل‌ها همچنان با سرعت هشداردهنده‌ای رخ می‌دهد که به‌طور چشمگیری به از دست دادن مداوم تنوع زیستی کمک می‌کند.
از سال ۱۹۹۰، برآورد می‌شود که حدود ۴۲۰ میلیون هکتار از جنگل‌ها در اثر تبدیل به کاربری‌های دیگر از بین رفته‌است، اگرچه میزان جنگل‌زدایی طی سه دهه گذشته کاهش یافته‌است. بین سال‌های ۲۰۱۵ تا ۲۰۲۰، میزان جنگل‌زدایی ۱۰ میلیون هکتار در سال برآورد شد که از ۱۶ میلیون هکتار در سال در دهه ۱۹۹۰ کاهش یافته‌است. مساحت جنگل‌های اولیه در سراسر جهان از سال ۱۹۹۰ بیش از ۸۰ میلیون هکتار کاهش یافته‌است. بیش از ۱۰۰ میلیون هکتار از جنگل‌ها تحت تأثیر آتش‌سوزی جنگل‌ها، آفات، بیماری‌ها، گونه‌های مهاجم، خشکسالی و رویدادهای نامطلوب جوی قرار دارند.

محرک‌های جنگل‌زدایی و دگرگونی جنگل‌ها بر اساس منطقه، ۲۰۰۰–۲۰۱۰، از انتشارات سازمان غذا و کشاورزی وضعیت جنگل‌های جهان ۲۰۲۰. جنگل‌ها، تنوع زیستی و مردم - به‌طور چکیده

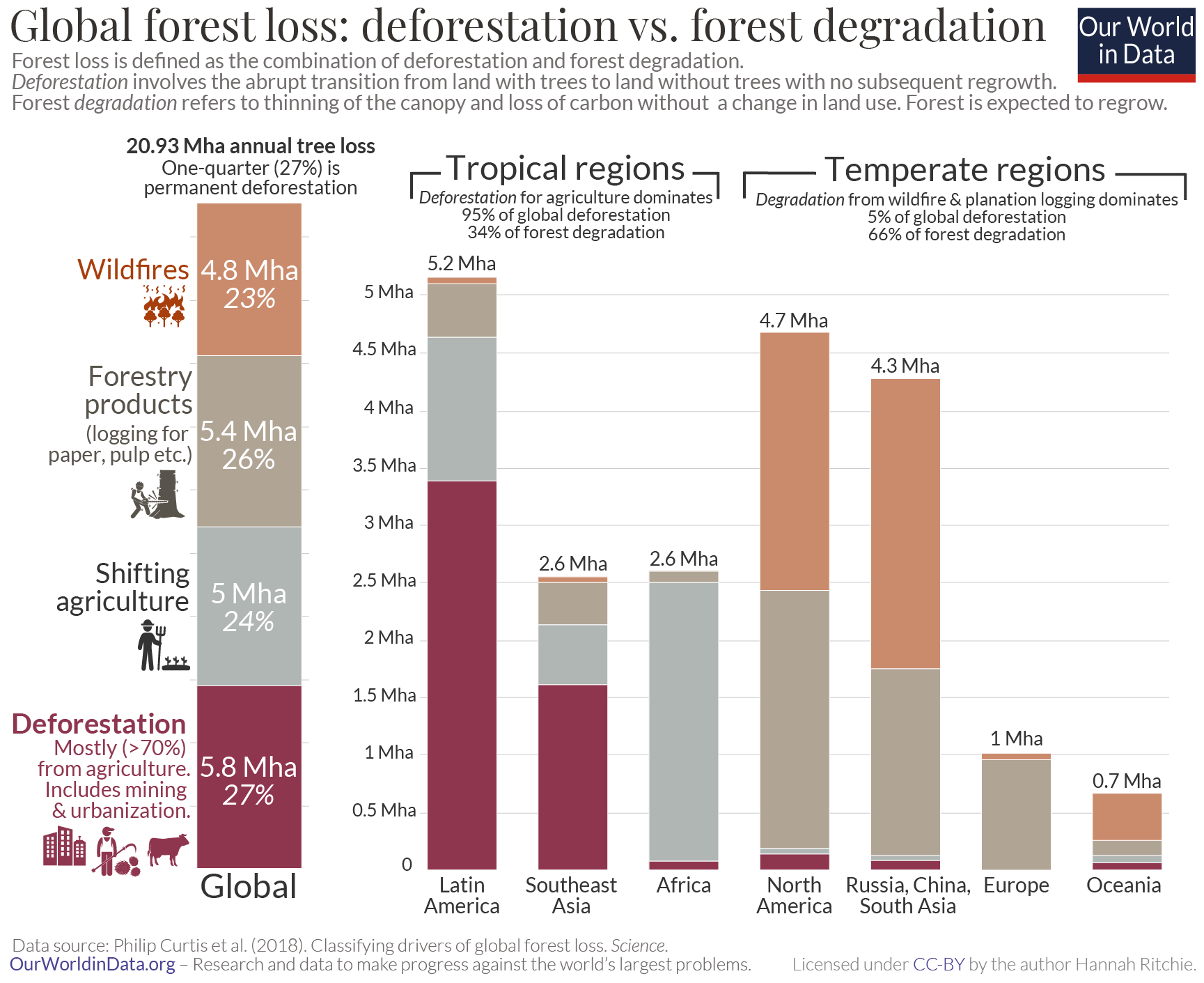
از دست دادن جنگل توسط محرک‌ها و منطقه